# جونیور سامبیا
جونیور سامبیا (انگلیسی: Junior Sambia؛ زادهٔ ۷ سپتامبر ۱۹۹۶) بازیکن فوتبال اهل فرانسه است.
از باشگاه‌هایی که در آن بازی کرده‌است می‌توان به باشگاه فوتبال المپیک لیون اشاره کرد.